# Это (фильм)
«Это» (англ. It) — американский немой чёрно-белый художественный фильм 1927 года, поставленный режиссёром Кларенсом Баджером по одноимённому роману Элинор Глин. После этого фильма Клару Боу стали называть It-girl, а выражение эта девушка надолго стало определением молодой, сексуально притягательной особы, о которой все говорят и которая находится в центре внимания. В 2001 году фильм вошёл в Национальный реестр фильмов США.

## Сюжет
Бетти Лу Спенс работает за прилавком универмага Уолтема. Она и другие продавщицы сходят с ума по сыну владельца, Сайрусу Уолтему. Его друг, богатый бездельник Монти, вдохновляется романом Элинор Глин под названием «Это», в которой рассказывается о притяжении между полами, и, разглядев «это» в Бетти Лу, приглашает её на свидание. Девушка соглашается поужинать с ним при условии, что он закажет столик в ресторане «Риц» — она знает, что тем же вечером там должен появиться предмет её грёз Сайрус.
Сайрус действительно оказывается в ресторане на ужине со своей давней подругой Аделой ван Норман и её матерью. По словам Монти, Сайрус и Адела скоро должны пожениться. Монти представляет Бетти Лу другу, Сайрус не может устоять перед её чарами и тоже назначает ей свидание. После прекрасного вечера, проведённого на Кони-Айленде, Сайрус влюбляется в девушку. Он целует её, и хотя Бетти Лу делает вид, что разгневана этой вольностью, на самом деле её переполняет счастье.
Вскоре Молли, соседка Бетти Лу по комнате, рожает ребёнка. Из-за послеродовых осложнений врачи предписывают Молли лечение, в результате чего она на целый месяц вынуждена оставить работу. Когда власти хотят забрать её ребёнка на время, пока она не поправится, на помощь подруге приходит Бетти Лу — она заявляет, что это её младенец и что она вполне здорова, чтобы заботиться о нём.
Об этом случайно узнает Монти, неправильно истолковывает ситуацию и рассказывает обо всем Сайрусу. Тот делает вывод, что девушка лгала ему, проникается к ней презрением и при встрече ведёт себя очень холодно. Признав, что увлечён ею, он предлагает девушке стать его любовницей на содержании. Бетти Лу со слезами на глазах отвергает его предложение. Чтобы залечить сердечные раны, Сайрус собирается на неделю уйти на яхте в море.
Вскоре Монти обнаруживает, что матерью ребёнка на самом деле является Молли. Он признаётся Бетти Лу, что именно он виновен в её разрыве с возлюбленным. Девушка собирается отомстить Сайрусу — добиться того, чтобы он оказался у её ног, а затем отвергнуть. Она пробирается на яхту и приводит свой план в действие. Когда Сайрус делает ей предложение, она, как и намеревалась, отвергает его и смеётся ему в лицо. Неожиданно яхта сталкивается с другой лодкой, и Адела, которая тоже присутствует на борту, падает в море. Бетти Лу спасает её. Затем Сайрус и Бетти Лу открывают друг другу свои сердца и воссоединяются.

## В ролях
| Актёр            | Роль             |
| ---------------- | ---------------- |
| Клара Боу        | Бетти Лу Спенс   |
| Антонио Морено   | Сайрус Уолтем    |
| Уильям Остин     | Монти Монтгомери |
| Присцилла Боннер | Молли            |
| Жаклин Гадсден   | Адела ван Норман |
| Элинор Глин      | камео            |
| Гэри Купер       | репортер         |